# Go like Elijah
Go like Elijah is een nummer 1-hit uit 1973 van de Amerikaanse zangeres Chi Coltrane. De plaat gaat over het heengaan van de Bijbelse profeet Elia (zie Bijbelboek 2 Koningen 2). Hij stierf niet, maar werd door een rijtuig met vurige paarden in de hemel opgenomen.
Het nummer ontstond toen Coltrane met haar moeder reed. Omdat zij achter het stuur zat, vroeg ze haar moeder om de in haar gedachten opgekomen zinnen op te schrijven, als Someday my time to die will come. When that will be, I don't know. I only know that when I have to go, I want to go like Elijah when I go.
Het is een jaarlijks terugkerende topnotering in de NPO Radio 2 Top 2000 van de Nederlandse publieke radiozender NPO Radio 2.

## Hitnoteringen

### Nederlandse Top 40
| Hitnotering: 27-01-1973 t/m 21-04-1973 | Hitnotering: 27-01-1973 t/m 21-04-1973 | Hitnotering: 27-01-1973 t/m 21-04-1973 | Hitnotering: 27-01-1973 t/m 21-04-1973 | Hitnotering: 27-01-1973 t/m 21-04-1973 | Hitnotering: 27-01-1973 t/m 21-04-1973 | Hitnotering: 27-01-1973 t/m 21-04-1973 | Hitnotering: 27-01-1973 t/m 21-04-1973 | Hitnotering: 27-01-1973 t/m 21-04-1973 | Hitnotering: 27-01-1973 t/m 21-04-1973 | Hitnotering: 27-01-1973 t/m 21-04-1973 | Hitnotering: 27-01-1973 t/m 21-04-1973 | Hitnotering: 27-01-1973 t/m 21-04-1973 | Hitnotering: 27-01-1973 t/m 21-04-1973 | Hitnotering: 27-01-1973 t/m 21-04-1973 |
| Week                                   | 1                                      | 2                                      | 3                                      | 4                                      | 5                                      | 6                                      | 7                                      | 8                                      | 9                                      | 10                                     | 11                                     | 12                                     | 13                                     |                                        |
| -------------------------------------- | -------------------------------------- | -------------------------------------- | -------------------------------------- | -------------------------------------- | -------------------------------------- | -------------------------------------- | -------------------------------------- | -------------------------------------- | -------------------------------------- | -------------------------------------- | -------------------------------------- | -------------------------------------- | -------------------------------------- | -------------------------------------- |
| Nummer                                 | 30                                     | 10                                     | 4                                      | 3                                      | 2                                      | 1                                      | 1                                      | 1                                      | 2                                      | 8                                      | 15                                     | 26                                     | 32                                     | uit                                    |

### Daverende Dertig
| Hitnotering: 27-01-1973 t/m 07-04-1973 | Hitnotering: 27-01-1973 t/m 07-04-1973 | Hitnotering: 27-01-1973 t/m 07-04-1973 | Hitnotering: 27-01-1973 t/m 07-04-1973 | Hitnotering: 27-01-1973 t/m 07-04-1973 | Hitnotering: 27-01-1973 t/m 07-04-1973 | Hitnotering: 27-01-1973 t/m 07-04-1973 | Hitnotering: 27-01-1973 t/m 07-04-1973 | Hitnotering: 27-01-1973 t/m 07-04-1973 | Hitnotering: 27-01-1973 t/m 07-04-1973 | Hitnotering: 27-01-1973 t/m 07-04-1973 | Hitnotering: 27-01-1973 t/m 07-04-1973 | Hitnotering: 27-01-1973 t/m 07-04-1973 |
| Week                                   | 1                                      | 2                                      | 3                                      | 4                                      | 5                                      | 6                                      | 7                                      | 8                                      | 9                                      | 10                                     | 11                                     |                                        |
| -------------------------------------- | -------------------------------------- | -------------------------------------- | -------------------------------------- | -------------------------------------- | -------------------------------------- | -------------------------------------- | -------------------------------------- | -------------------------------------- | -------------------------------------- | -------------------------------------- | -------------------------------------- | -------------------------------------- |
| Nummer                                 | 23                                     | 8                                      | 4                                      | 3                                      | 1                                      | 1                                      | 2                                      | 2                                      | 2                                      | 9                                      | 17                                     | uit                                    |

### NPO Radio 2 Top 2000
| Nummer met noteringen in de NPO Radio 2 Top 2000 | '99 | '00 | '01 | '02 | '03 | '04 | '05 | '06 | '07 | '08 | '09 | '10 | '11 | '12 | '13 | '14 | '15 | '16 | '17 | '18 | '19 | '20 | '21 | '22 | '23 | '24  |
| ------------------------------------------------ | --- | --- | --- | --- | --- | --- | --- | --- | --- | --- | --- | --- | --- | --- | --- | --- | --- | --- | --- | --- | --- | --- | --- | --- | --- | ---- |
| Go like Elijah                                   | 328 | 285 | 207 | 135 | 189 | 228 | 368 | 209 | 182 | 198 | 238 | 237 | 358 | 362 | 449 | 432 | 531 | 627 | 605 | 623 | 748 | 906 | 806 | 856 | 929 | 1043 |

1. ↑  Een vetgedrukt getal geeft de hoogste notering aan.

### Evergreen Top 1000
| Evergreen Top 1000 "Go like Elijah - Chi Coltrane" | Evergreen Top 1000 "Go like Elijah - Chi Coltrane" | Evergreen Top 1000 "Go like Elijah - Chi Coltrane" | Evergreen Top 1000 "Go like Elijah - Chi Coltrane" | Evergreen Top 1000 "Go like Elijah - Chi Coltrane" | Evergreen Top 1000 "Go like Elijah - Chi Coltrane" | Evergreen Top 1000 "Go like Elijah - Chi Coltrane" | Evergreen Top 1000 "Go like Elijah - Chi Coltrane" | Evergreen Top 1000 "Go like Elijah - Chi Coltrane" | Evergreen Top 1000 "Go like Elijah - Chi Coltrane" | Evergreen Top 1000 "Go like Elijah - Chi Coltrane" | Evergreen Top 1000 "Go like Elijah - Chi Coltrane" | Evergreen Top 1000 "Go like Elijah - Chi Coltrane" | Evergreen Top 1000 "Go like Elijah - Chi Coltrane" | Evergreen Top 1000 "Go like Elijah - Chi Coltrane" | Evergreen Top 1000 "Go like Elijah - Chi Coltrane" | Evergreen Top 1000 "Go like Elijah - Chi Coltrane" |
| Jaar                                               | 2008                                               | 2009                                               | 2010                                               | 2011                                               | 2012                                               | 2013                                               | 2014                                               | 2015                                               | 2016                                               | 2017                                               | 2018                                               | 2019                                               | 2020                                               | 2021                                               | 2022                                               | 2023                                               |
| -------------------------------------------------- | -------------------------------------------------- | -------------------------------------------------- | -------------------------------------------------- | -------------------------------------------------- | -------------------------------------------------- | -------------------------------------------------- | -------------------------------------------------- | -------------------------------------------------- | -------------------------------------------------- | -------------------------------------------------- | -------------------------------------------------- | -------------------------------------------------- | -------------------------------------------------- | -------------------------------------------------- | -------------------------------------------------- | -------------------------------------------------- |
| Positie                                            | -                                                  | -                                                  | -                                                  | -                                                  | -                                                  | -                                                  | -                                                  | 494                                                | 512                                                | 544                                                | 462                                                | 448                                                | 357                                                | 319                                                | 246                                                | 271                                                |